# Paul Landormy
Paul Charles-René Landormy est un philosophe, musicologue et critique musical français né le 3 janvier 1869 à Issy-les-Moulineaux et mort à Paris le 17 novembre 1943.

## Biographie
Condisciple d'Alain au lycée Michelet, il est admis en 1888 au concours d'entrée à l'École normale supérieure, puis reçu huitième à l'agrégation de philosophie en 1892, il apprend le chant avec le ténor italien Giovanni Sbriglia et la basse française Pol Plançon.
Il organise avec Romain Rolland, normalien de la promotion 1886 Lettres, une série de conférences sur l'histoire de la musique à l'École des hautes études sociales en 1902, puis y crée un laboratoire d'acoustique qu'il dirige durant trois ans (1904-1907).
Critique musical à La Victoire et au Figaro, il publie aussi des articles dans L'Action française, Le Temps et diverses revues.

## Ouvrages
- Socrate, Paris, Delaplane, 1901
- Descartes, Paris, Delaplane, 1902
- Histoire de la musique, Paris, Delaplane, 1910 (a fait l'objet de plusieurs rééditions, revues et augmentées)
- Brahms, Paris, Alcan, 1920
- « Faust » de Gounod : étude historique et critique, analyse musicale, Paris, Mellottée, 1922
- Bizet, Paris, Alcan, 1924
- La vie de Schubert, Paris, Gallimard, 1928
- Albert Roussel (1869-1937), Paris, 1937
- Gluck, Paris, Gallimard, 1941
- Gounod, Paris, Gallimard, 1942
- La Musique française, Paris, Gallimard, 1943-1944 (3 volumes : De la Marseillaise à la mort de Berlioz ; De Franck à Debussy ; Après Debussy)

## Source
- Theodore Baker et Nicolas Slonimsky (trad. de l'anglais par Marie-Stella Pâris, préf. Nicolas Slonimsky), Dictionnaire biographique des musiciens [« Baker's Biographical Dictionary of Musicians »], t. 2 : H-O, Paris, Robert Laffont, coll. « Bouquins », 1995 (réimpr. 1905, 1919, 1940, 1958, 1978), 8e éd. (1re éd. 1900), 4728 p. (ISBN 2-221-06787-8), p. 2298